# Parc de la Capture-d'Ethan-Allen

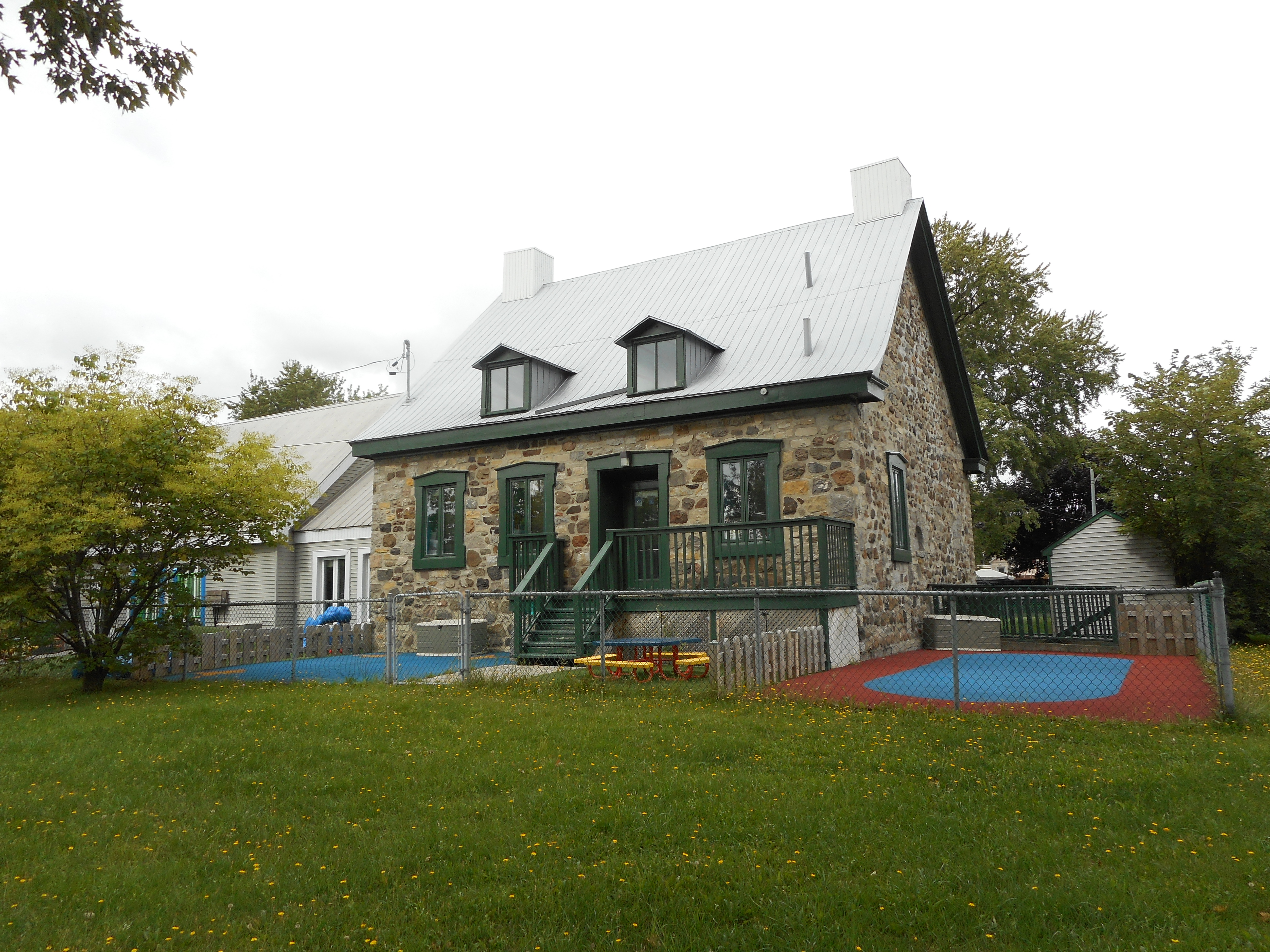
Façade de la maison Allen-Picard

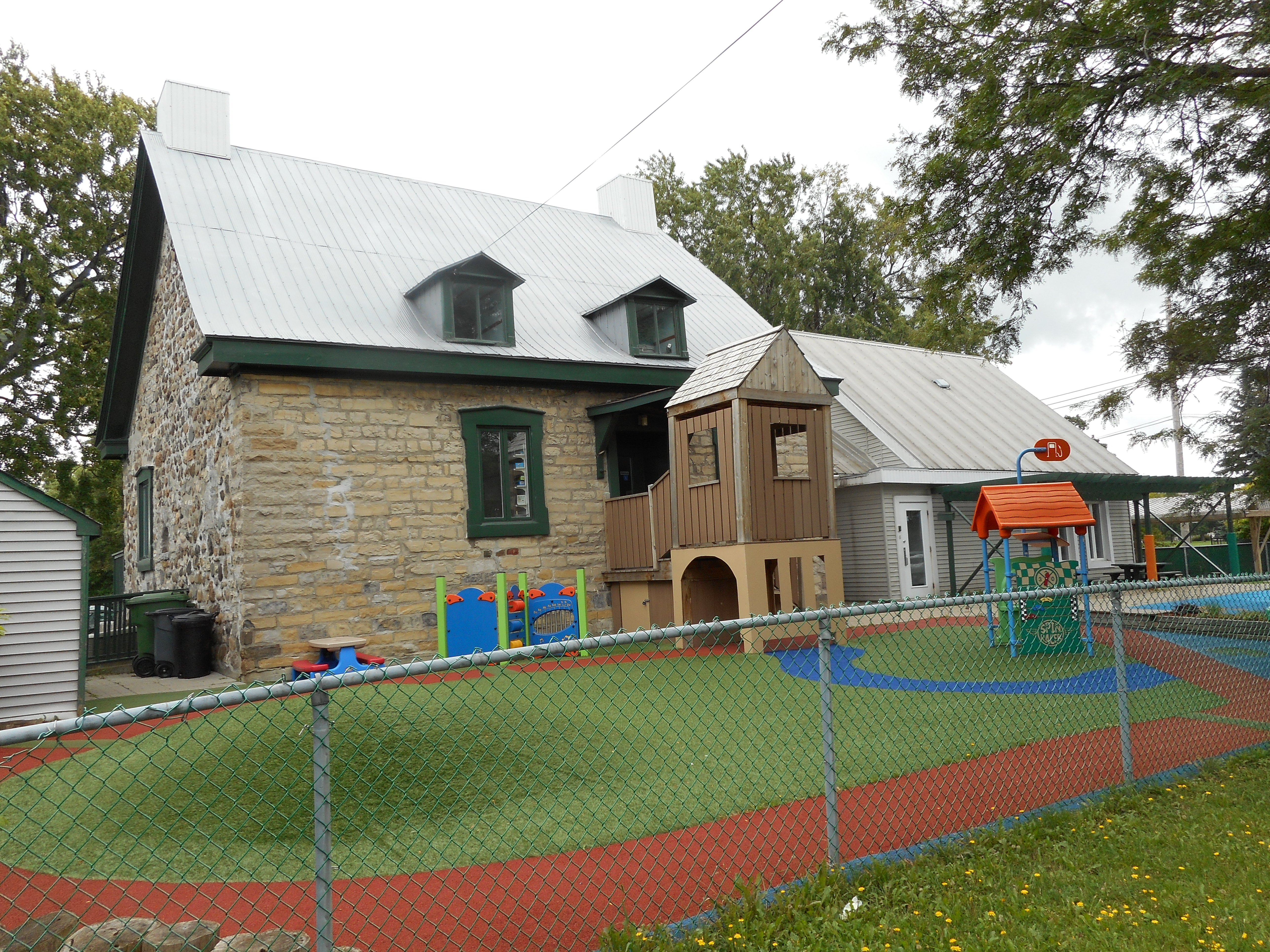
Vue arrière

Le parc de la Capture-d'Ethan-Allen est un parc de Montréal situé dans l'arrondissement de Mercier–Hochelaga-Maisonneuve.

## Description
Ce parc, d'une superficie de 3 542 m2 est bordé à l'ouest par l'avenue Mercier, à l'est par l'avenue Lebrun et au sud par la rue Bellerive,. Il est voisin de la promenade Bellerive et du parc Honoré-Mercier, à l'est du port de Montréal.
Ce parc constitue l'aire de protection de la maison Allen-Picard, maison de ferme construite vers 1740 à environ 4 km de là. Les activités industrielles du port ont forcé son déménagement en 1970 alors qu'elle fut acquise par la Ville. Rénovée en 1986 et accompagnée d'une annexe, elle accueille depuis un centre de la petite enfance.

## Toponyme
Le nom du parc rappelle l'emplacement original de la Maison Allen-Picard,situé à proximité du ruisseau Truteau à la limite ouest du territoire de Mercier où a eu lieu la capture d'Ethan Allen par les forces britanniques, le 25 septembre 1775, lors de la bataille de Longue-Pointe. Ce nom a été officialisé le 19 juin 2008. Il était auparavant désigné « parc Bellerive/Mercier ».